# 亚铁磁性

亚铁磁性的排序

在物理學中，亞鐵磁性（英語：ferrimagnetism）物質為不同亞晶格的原子磁矩呈相反的物質，类似于反铁磁性物質，但这些相反的磁矩大小不相等，因此仍存在自发磁化。这可能发生在亞晶格由不同的材料或不同價態的鐵組成（例如Fe2+和Fe3+）的情况下。
亞鐵磁性物質像鐵磁性一樣，在居里點以下保持暫態磁性，在該溫度以上無磁性序列（順磁性）。但是，有時候在一個低於居里點的溫度，兩種亞晶格有相同大小的磁矩，從而導致淨磁矩為零；該现象被稱為磁抵消點。該抵消點在石榴石和稀土金屬——過渡金屬混合物（RE-TM）中，容易被觀測到。於此同時，亞鐵磁可能還存在角動量抵消點，此時其淨角動量為零。該抵消點對於磁記憶設備在達到高速反向磁化是一個重要的點。.
亞鐵鹽和磁性石榴石展現亞鐵磁性。最早被人知的磁性物質，磁鐵礦（鐵（II,III）氧化物；Fe3O4 ），為亞鐵磁；它在路易·奈爾發現亞鐵磁性和反鐵磁性之前，被歸為鐵磁性物質。.
一些亞鐵磁性材料為YIG（yttrium iron garnet，釔鐵石榴石）和亞鐵鹽組成。該亞鐵鹽由鐵氧化物和其他元素，例如鋁、鈷、鎳、錳、鋅組成。

## 性質
亞鐵磁性物質具有高電阻率和各向異性的特性。各向異性實際上因外加場而產生。當這個外加的場按照磁極排列時，它產生一個淨磁偶極矩並使該磁極以外加場控制的頻率進動，被稱為拉莫爾進動或進動頻率。作為特列，微波信號循環被極化，與和磁極矩強烈交互的進動為同方向；當被相反方向的極化後，該互動則非常弱。當互動強烈時，該微波信號可以穿過該材料。此方向性性質被用於微波設備中，像隔離器、循環器和旋轉器中。亞鐵磁性物質還被用於生產光頻隔離器和光學循環器中。